# Dierla pseudomonda
Dierla pseudomonda är en fjärilsart som beskrevs av Jean Bourgogne 1979. Dierla pseudomonda ingår i släktet Dierla och familjen säckspinnare. Inga underarter finns listade i Catalogue of Life.